# Стори
Окръг Стори (на английски: Storey County) е окръг в щата Невада, Съединени американски щати. Площта му е km², а населението – 4051 души (2016). Административен център е град Вирджиния Сити.